# Zinaída Guipius
Zinaída Nikoláievna Guíppius, conocida también por el seudónimo Antón Krainy (cirílico ruso Зинаи́да Никола́евна Ги́ппиус; Beliov, gobernación de Tula, Imperio ruso, 8 de noviembre de 1869-París, Francia, 9 de septiembre de 1945) fue una escritora y poeta rusa notable de la Edad de Plata de la literatura rusa, considerada figura clave del simbolismo ruso.
Autora de numerosas poesías, diarios personales y artículos críticos en diferentes revistas que fueron publicados bajo varios seudónimos masculinos. Fue una mujer influyente entre la sociedad rusa del siglo XIX y del  XX, organizó reuniones sociales con los intelectuales simbolistas más destacados del momento. Inició su actividad literaria en torno al pensamiento de Charles Baudelaire, Friedrich Nietzsche y Maurice Maeterlinck.
Fue la impulsora de la Nueva conciencia religiosa, una corriente basada en renovar el cristianismo. Contraria a la revolución rusa se exilió a Polonia y Francia donde residió hasta su fallecimiento en 1945.

## Biografía
Nació en Belev el 8 de noviembre de 1869. Hija de un jurista alemán, fiscal jefe adjunto del Senado residente en Rusia, y nieta del jefe de policía de Ekaterimburgo, fue la mayor de cuatro hermanas. Aficionada a edad temprana –a los siete años– a la poesía y a la escritura de diarios, se inició en la escritura en 1876. Tuvo una formación académica discontinua debido a los desplazamientos por cambio de destino de su padre tras ser nombrado presidente del tribunal de Nizhyn. Cursó un año en el Instituto de Mujeres de Kiev en 1877. Apasionada de los clásicos se acercó a la obra de los autores rusos en especial a la obra de Dostoievski, que influencia su obra posterior.
Su padre falleció a causa de la tuberculosis en 1881, por lo que la familia se trasladó a Moscú y de nuevo, a causa de la enfermedad de una de sus hermanas, se mudaron a Crimea y más tarde, en 1885, se instalaron en Tiflis. Ese año durante unas vacaciones en Bordzhomi, conoció al poeta y escritor Dmitri Merezhkovski. Publicó sus primeras obras en el Séverny Véstnik (Heraldo del Norte) en 1888 con las iniciales Z.G. Poemas encaminados hacia el concepto simbolista.

### Inicios
Contrajo matrimonio con Dmitri Merezhokovski el 8 de enero de 1889 y fijaron su residencia en San Petersburgo. Su residencia se convirtió en poco tiempo en el centro de las reuniones sociales y culturales, a través de las que contactó con intelectuales simbolistas como Yákov Polonski, A. Máikov, D. Grigoróvich, A. Pleschéiev y P. Veinberg con los que compartió opiniones y fue haciéndose un lugar destacado. Inició su actividad literaria en torno a la revista Séverny Véstnik donde expuso la ideología de Baudelaire, Nietzsche y Maeterlinck. Publicó artículos en las revistas Séverny Véstnik, Véstnik Yevropy (Heraldo de Europa), Rússkaya Mysl (Pensamiento ruso) entre otras publicaciones, dichos artículos fueron reunidos en el libro Nóvyie liudi (La gente nueva), que se publicó en San Petersburgo en 1896 y en Zerkalá (Espejos) publicado en la misma ciudad dos años después, en 1898.
Entre 1899 y 1901, trabajó para la revista Mir iskusstva (Mundo del Arte) que se encontraba en el círculo ideológico de Serguéi Diáguilev, publicando sus primeros artículos literarios bajo los seudónimos de Antón Krainy, Lev Puschin, Camarada Herman, Román Arenski, Antón Kirsha, Nikita Vécher y V. Vítovt.

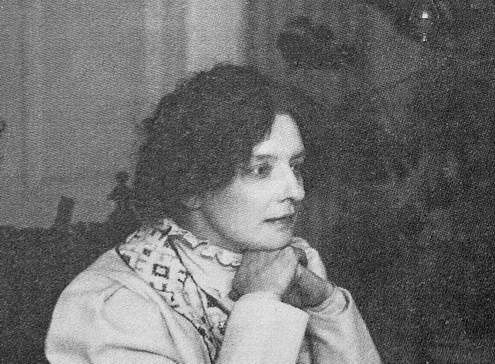
Zinaída Guíppius (1914)

### Nueva iglesia
Renunció a las nuevas ideologías por considerarlas decadentes y adoptó las propuestas religiosas de Dmitri Merezhkovski, adoptando una posición activa en su desarrollo publicando una serie de artículos de tema religiosos y filosófico que vieron la luz en Mir iskusstva. Tanto Guíppius como Merezhkovski crearon la idea de una nueva iglesia con la intención de renovar el cristianismo según sus propias convicciones. Bajo este planteamiento entre 1901 y 1903 organizó encuentros de pensamiento del nuevo renacer religioso y filosófico. En estas reuniones se dieron cita intelectuales y representantes del clero para debatir sobre el rol del cristianismo, la religión y la cultura en la sociedad, llegando a fijar la dirección de las inquietudes en la materia a principios del siglo XX. Fueron frecuentes en los debates Vladímir Soloviov, defensor de la filosofía de la unidad total –espiritual y carnal–, Vasili Rózanov, Valentín Ternávtsev y Dmitri Filosófov quienes buscaban modernizar el cristianismo generando la corriente denominada Nueva conciencia religiosa. Dentro de esta nueva corriente religiosa se llegó a querer instaurar un nuevo sacramento, hecho que encontró la fuerte oposición de la iglesia rusa, que censuró las reuniones poniéndoles fin en 1903. Zinaída creó la revista Nóvy put (El nuevo camino) para la difusión de las mismas entre la sociedad rusa con publicaciones de poemas y críticas firmadas como Antón Krainy; la revista fue cerrada en 1905.
En este periodo publicó El tercer libro en 1902 y La espada escarlata en 1906, ambos en San Petersburgo. Coeditó además la revista Novy put, entre 1903 y 1904, realizando la crítica bajo el seudónimo de Antón Krainy.

### Revolución rusa y exilio

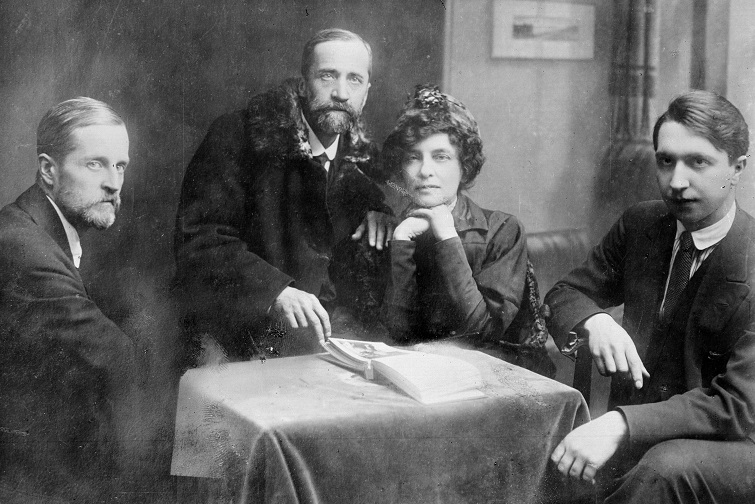
Filosófov, Merezhkovski, Zinaída Guíppius, Vladímir Zlobin. Durante el éxodo de la Rusia Soviética. Finales de 1919 - principios de 1920

Durante el periodo de la Revolución rusa, entre 1905 y 1907, incorporó a su obra temas sociopolíticos que había evitado hasta entonces, e incorporó la prosa a su producción literaria, colocándose en una posición contraria a la posición conservadora estatal. Viajó a París donde se instaló en 1906, y desde allí publicó en francés obras de tinte antimonarquico, se relacionó con revolucionarios cercanos al escritor Borís Sávinkov, mientras se adentraba más en los temas políticos rusos de la revolución. Esta inclinación quedó de manifiesto en su obra, cuya temática se hizo cada vez más controvertida, son ejemplos los cuentos publicados bajo la colección Blanco y negro (1908), Muñeca del diablo (1911) y Román zarévich (1912). En 1908, fue la crítica de Libra, cuyos artículos seleccionó para publicarlos en Diario literario. En este último publicó diferentes artículos a modo de conversación íntima con el lector, en la que reflexiona sobre asuntos de la vida y la literatura dentro de la corriente del simbolismo.
Sus enfrentamientos con la revolución hicieron que se exiliase, junto a Merezhkovski a Polonia el 24 de diciembre de 1919, país que abandonaron ante el trato dado a los bolcheviques por parte del gobierno de Pilsudski. En 1920, el matrimonio se instaló en Francia. En París, Zinaída organizó en 1927, nuevas tertulias literarias y filosóficas bajo en nombre de la Lámpara verde, el grupo reunió a emigrantes y tuvo un papel importante la sociedad intelectual procedente de los primeros migrantes a Francia. Los participantes acudían bajo invitación, previa selección, fueron asiduos Iván Bunin, primer ruso Premio Nobel de Literatura en 1933, el escritor Borís Záytsev, los filósofos Lev Shestov y Gueorgui Fedótov, historiador y ensayista ruso.
Desde el país galo publicó poesía, memorias y artículos periodísticos en contra de la Rusia soviética, destacan Rostros vivos (Живые лица, Praga 1925), Resplandores (Сияния, París, 1939), obras en las que de nuevo puso de manifiesto sus tendencias ideológicas sociales y políticas.

## Fallecimiento y legado

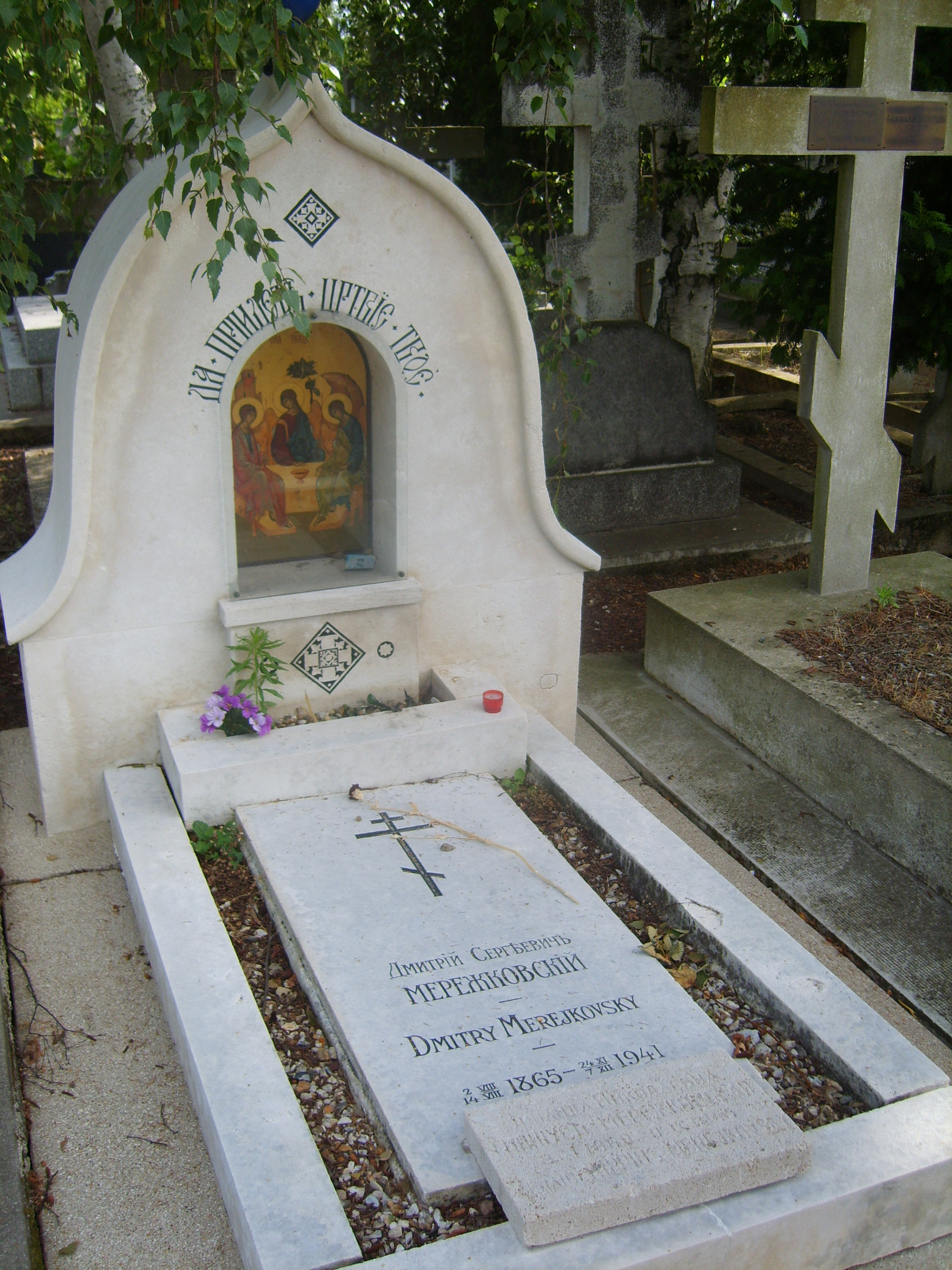
Tumba de Zinaída Guíppius y Dmitri Merezhkovski en el cementerio ruso de Sainte-Geneviève-Bois (Francia)

Falleció el 9 de septiembre de 1945 en París. Fue enterrada en la misma tumba que su esposo Merezhkovski, fallecido en 1942, en el cementerio ruso de Sainte-Geneviève-des-Bois en Essonne, cerca de París.
La parte del legado que dejó Zinaída Guíppius más interesante se compone de cinco colecciones de poemas: Colección de poemas 1889-1903, publicado en 1904; Poemas recopilados. Libro dos. 1903-1909 que se publicó en 1910; Los últimos poemas. 1914-1918, que vio la luz en 1918; Poemas. Diario. 1911-1921 se publicó en Berlín en 1922 y Resplandores publicado en París en 1938.
Parte de su obra son poemas y artículos de tema amoroso, entre los que destaca El amor tan solo es uno (1896) que fue traducido al alemán por el poeta austriaco Rainer-Maria Rilke. La poesía gira en torno a la búsqueda de la armonía y el pensamiento metafísico.

## Obra literaria

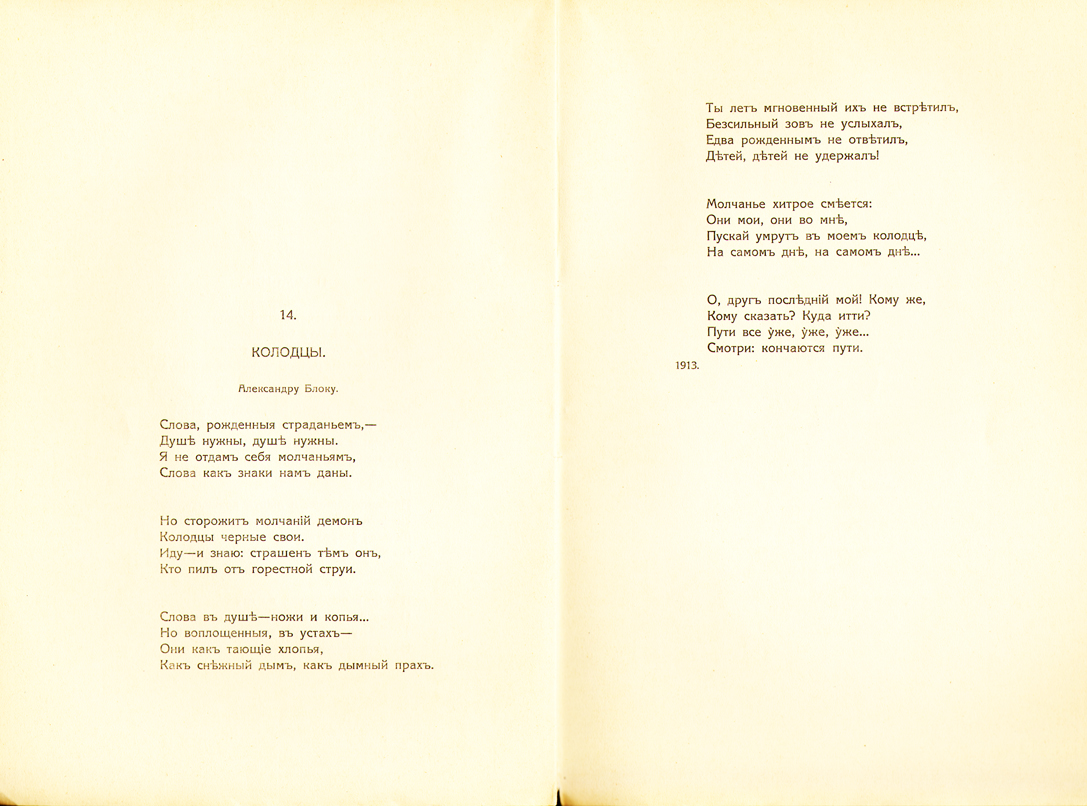
«Los pozos», poema de Zinaída Guíppius dedicado a Aleksandr Blok

Zinaída Guíppius fue una poeta simbolista. Fue autora también de cuentos y novelas, destacó en la poesía de temática asociada a la naturaleza y a los acontecimientos de la vida, el amor y la muerte. A través su obra es posible conocer la vida de figuras como Valeri Briúsov, Aleksandr Blok poeta simbolista, del filósofo Vasili Rózanov pertenecientes a la Edad de Plata o acmeísmo ruso. Parte de sus poemas han sido traducidos varios idiomas (alemán, italiano, español) escribió en ruso y francés. Fue la autora de Diarios de Petersburgo:
- Antología de poesías (1889 - 1903)
- Antología de poesías (1903 - 1909)
- Poesías. Diario de 1911 - 1921.
- La gente nueva, cuentos, 1896
- Espejos, cuentos, 1898
- El libro tercero de cuentos, 1901
- La espada bermeja, cuentos, 1907
- Negro sobre blanco, cuentos, 1908
- Le Tsar et la Revolution, 1909
- Hormigas de luna, cuentos, 1912
- Niño del demonio, novela, 1911
- Román-zarévich, novela, 1913
- Anillo verde, drama, 1916
- Poemas. Un diario 1911-1921. Publicado en París en 1939.[7]
- Dmitri Merezhkovski, obra póstuma inacabada 1941, publicada en París en 1951.[7]

### Poemas en español
- El amor tan solo es uno (1896), traducción de Kséniya Tókareva.[12]
- Cuando es de noche (1904), traducción de Kséniya Tókareva.[12]
- Zinaída Hippius, poemas elegidos. Colección de poemas, traducidos por Jorge Ferrer y Ernesto Hernández Busto ISBN 978-84-120754-6-5